# Chaperiopsis tintinnabula
Chaperiopsis tintinnabula is een mosdiertjessoort uit de familie van de Chaperiidae. De wetenschappelijke naam van de soort is voor het eerst geldig gepubliceerd in 1988 door Hayward & Thorpe.